# Traffic Light Tree
Traffic Light Tree – rzeźba francuskiego artysty Pierre'a Vivant'a, mająca formę drzewa, którego gałęzie stanowi ok. 75 świateł sygnalizacji ulicznej. Rzeźba umiejscowiona jest w Londynie, na rondzie, na ulicy Trafalgar Way, przed głównym wjazdem na teren targu rybnego Billingsgate Market. Została odsłonięta w lutym 1999 roku.

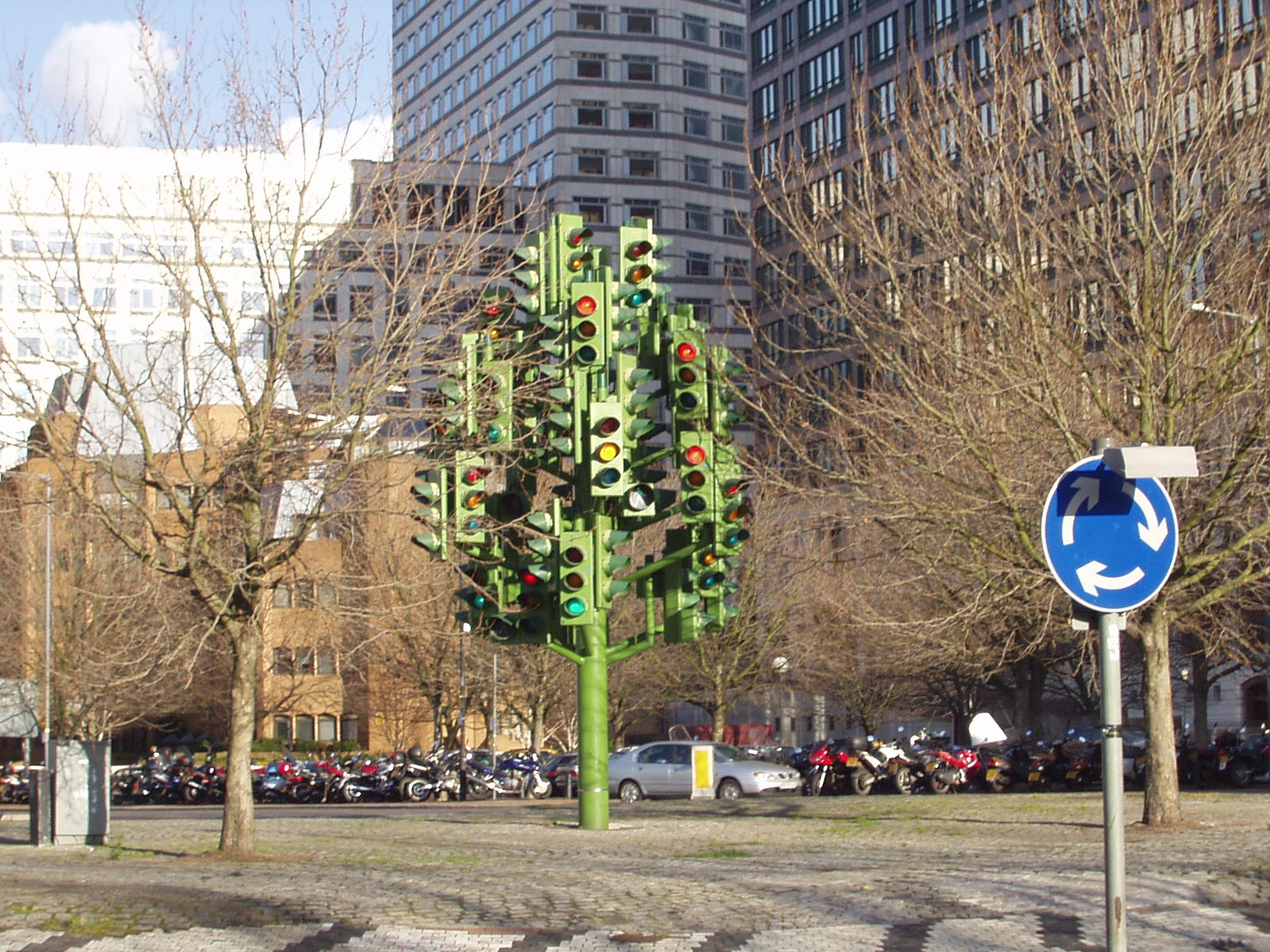
Traffic Light Tree w dzień

Traffic Light Tree ma niecałe 8 metrów wysokości. Składa się z zielonego „pnia”, z którego wyrastają „gałęzie” stworzone z zielonych, żółtych i czerwonych świateł sygnalizacji ulicznej. Światła te zmieniają się cyklicznie, każde w swoim własnym rytmie; steruje nimi komputer.
Rzeźbę postawiono w 1998 roku, a odsłonięto w lutym 1999. Pierwotnie ulokowana została na skrzyżowaniu ulic Heron Quay, Marsh Wall i Westferry Road, w dzielnicy Canary Wharf. Zastąpiła ona platan, który znajdował się tam wcześniej, a który obumarł z powodu nadmiernego ruchu ulicznego. Według artysty rzeźba ma poprzez swoją formę nawiązywać do pobliskich żywych platanów, a dzięki grze zmieniających się świateł odzwierciedlać rytm otoczenia.